# Vision monoculaire

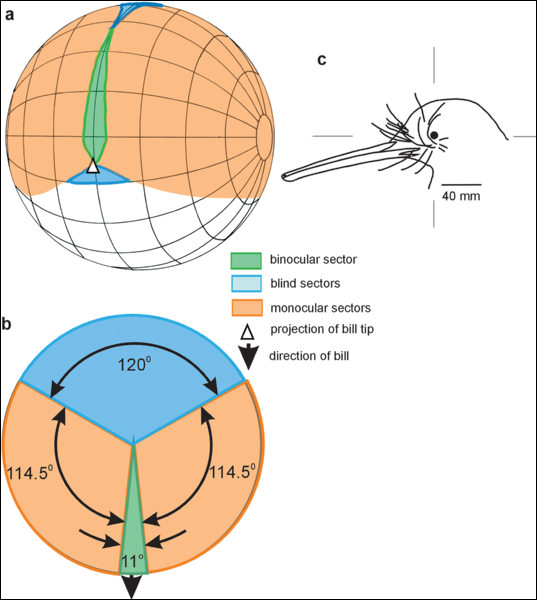
Le champ de vision chez le kiwi est caractérisé par un champ binoculaire de 11°, un champ monoculaire de 229° et un angle aveugle de 120°.

La vision monoculaire (du latin mono pour « seul, unique » et oculus pour « œil ») est un mode de vision dans lequel chacun des deux yeux est utilisé séparément. Opposé à la vision binoculaire permise par l'implantation frontale des yeux, ce mode présent chez les animaux dotés d'yeux en position latérale augmente le champ visuel global (vision monoculaire panoramique) mais réduit le champ binoculaire et donc la perception de la profondeur proche.

## Chez les animaux
Dans le règne animal, la position latérale des yeux entraîne un recouvrement faible des champs visuels en vision binoculaire. « Il semble que les espèces servant de proies aient tendance à avoir un champ monoculaire important et un recouvrement des deux champs faible, en sorte que le champ est maximal et le champ binoculaire réduit. À l'inverse, les prédateurs ont un champ monoculaire plus réduit et un recouvrement important de sorte à maximiser la vision binoculaire ». Cette tendance est loin d'être une règle absolue car la vision est généralement à la fois monoculaire indépendante et binoculaire combinée pour les espèces intermédiaires qui sont le plus souvent la proie des uns et le prédateur des autres.

## Ophtalmologie
Une défaillance d'un œil peut altérer les capacités sensorielles et motrices d'un individu : lecture bi-oculaire (strabisme alternant), lecture monoculaire (strabisme fixé, amblyopie latérale, monophtalmie).
Les borgnes, dépourvus de vision binoculaire, perçoivent la profondeur et la distance par des mouvements de la tête, la taille apparente d'objets connus, et tous les indices que met en œuvre la perspective.
Les mesures ophtalmologiques sont généralement effectuées en vision monoculaire.